# Carlos Rodríguez Salguero
Carlos Alberto Rodríguez Salguero (Ciudad de Panamá, Panamá, 17 de mayo de 2001) es un futbolista panameño que juega como delantero para los Potros del Este de la Primera División de Panamá.

## Trayectoria

### Potros del Este
Se formó en las categorías inferiores del Potros del Este y su debut profesional en la Primera División de Panamá fue el 21 de agosto de 2021 en el empate 1 a 1 contra CD Plaza Amador en el Estadio Maracaná de Panamá. En el Torneo Clausura 2021 jugó 12 partidos, en el Torneo Apertura 2022 jugó 16 partidos y anotó 2 goles.

### Puntarenas FC
El 1 de agosto de 2022 fue anunciado su cesión al Puntarenas FC. Debutó con el club el 15 de enero de 2023 en el empate 1 a 1 contra AD San Carlos en el Estadio Carlos Ugalde Álvarez siendo suplente entrando al minuto 59 por Berny Burke]. En el Campeonato Clausura 2023 jugó 5 partidos.

### Potros del Este
A mediado del 2023 regreso a los Potros del Este.

## Selección nacional

### Categorías inferiores
El 23 de mayo de 2022, fue llamado a la selección sub-21 de Panamá para disputar el Torneo Maurice Revello celebrado en Francia.

### Selección absoluta
Ha sido llamado en diferentes convocatorias para amistoso pero todavía no ha debutado.

### Participaciones en selección nacional
| Copa                        | Categoría | Sede    | Resultado | Partidos | Goles |
| --------------------------- | --------- | ------- | --------- | -------- | ----- |
| Torneo Maurice Revello 2022 | Sub-21    | Francia | 7.º lugar | 3        | 0     |

## Clubes
| Club               | País       | Año           |
| ------------------ | ---------- | ------------- |
| Costa del Este FC  | Panamá     | 2020          |
| Deportivo del Este | Panamá     | 2021          |
| Potros del Este    | Panamá     | 2022          |
| Puntarenas FC      | Costa Rica | 2022-2023     |
| Potros del Este    | Panamá     | 2023-presente |